# Kácov (stacja kolejowa)
Kácov – stacja kolejowa w miejscowości Kácov, w kraju środkowoczeskim, w Czechach. Znajduje się na wysokości 320 m n.p.m.
Jest zarządzana przez Správę železnic. Na stacji nie ma możliwości zakupu biletów, a obsługa podróżnych odbywa się w pociągiu.

## Linie kolejowe
- 212 Čerčany - Světlá nad Sázavou